# ルイ・ヴァン・デル・スワールメン
ルイ・マルタン・ヴァン・デル・スワールメン（Louis Martin Van Der Swaelmen, 1883年 - 1929年）は、ベルギーの造園家、都市計画家。当時のオランダ低廉住宅公社やベルギー市町村連合会に協力して、都市の学術研究会議や講演会を通じ計画理念を構築、提案し重要な役割を果たした。

## 生涯
ブリュッセル・イクセル生まれ。父も造園家のルイ・レオポルド・ヴァン・デル・スワールメン。
ブリュッセルの王立美術アカデミーで学び、画家と庭園設計家として出発し、徐々に都市計画や地方計画に興味の中心を移していった。1905年開催のリエージュ万国博覧会の庭制作は、父ルイ・レオポルドが中心となって前年の1904年から進められたが、ルイ・マルタンも父を補佐し、約65haの広さの公園用地で、Boverie公園で移植なども含め、1904年秋まで数カ月にわたり20万の高木と低木を植栽した。 
第一次世界大戦前に「ベルギー景観、天然記念物及び文化財保護協会連盟」の副会長を務めた。1914年には『ソワーニュの森の散策案内』を、風景画家のストヴェンスと共著で出版した。1916年、都市計画に関して初めて原著がフランス語の書物とされる『公共技術序論』をオランダのライデンで発表する。また同年、都市生活の最初の思想論を発表。都市生活の目標は緑地帯、商業的、管理的、そして財政的な活動に自分たちを捧げる都市自体の中心で都市で孤立している都市庭で都市を囲むというもの。
第一次世界大戦勃発後はオランダに避難し、都市インターナショナル組合の研究会でジーン・ジュールズ・エグリックスやベルラーヘらに出会い、若いベルギー人の建築家らも含め、仲間とオランダ・ベルギー公共技術委員会を設立、第一次世界大戦後のベルギーの都市復興の準備を行なう。第一次世界大戦後に帰国し、1919年に建築・都市計画雑誌『ラ・シテ』を創刊。同年にベルギーで都市計画家協会を設立。
1920年から、ベルギーでガーデンサバーブの計画と設計を実践。計画の内、ブリュッセル都市圏に位置する5ヵ所とクライン・リュスランドなどの敷地計画に参加、植栽計画のほか公園設計も行っている。ブリュッセル郊外Watermael-Boitsfortに建設される郊外住宅地居住地計画をジーン・ジュールズ・エグリックスらと作成。ル・ロジとフロレアルの２つの都市は1921年に同時に計画策定した。敷地計画はスワールメンが行い、エグリックス他3人が建築に関わる。勤め人を対象としたル・ロジはCGER金庫の従業員グループにより設立された組合で、フロレアルは印刷工を主な対象として設立された組合による。2つの組合はそれぞれ管理組織を持っているが、重要な決定は同じ路線でなされた。２つの組合は低廉住宅公社の規約に認められた借家人協同組合である。合意による重要な実行、運営管理の決定は年次総会によってなされていた。
1923年からはベルギー近代ガーデンシティ計画者建築家協会（les cites-jardins le Logis et Floreal）を設立し、1927年まで会長を務めた。1927年にブリュッセルに設立された国立の芸術大学である装飾美術高等研究所ラ・カンブルで都市計画学と造園学担当教授として就任したが、1929年に46歳で死去した。